# Micropterix constantinella
Micropterix constantinella là một loài bướm đêm thuộc họ Micropterigidae. Nó được Heath miêu tả năm 1986. Nó là loài duy nhất được tìm thấy ở Algérie, được tìm thấy gần Skikda.